# Dáka
Dáka község Veszprém vármegyében, a Pápai járásban.

## Fekvése
Pápától délnyugatra, Kéttornyúlak és Nagyalásony közt fekvő település.

### Megközelítése
Központján a Kamond és Pápa között húzódó 8403-as út halad végig, közúton ezen érhető el Jánosháza térsége (a 8-as főút), illetve a 83-as főút pápai elkerülője felől is. A szomszédos települések közül Pápasalamonnal (és a 8401-es úttal) a 84 108-as, Pápadereskével (és a 834-es főúttal) pedig a 84 111-es számú mellékutak kötik össze.
Vasútvonal nem érinti, a legközelebbi vasúti csatlakozási lehetőség a Győr–Celldömölk-vasútvonal és a Pápa–Csorna-vasútvonal (illetve a már megszűnt Környe–Pápa-vasútvonal) közös szakaszának Pápa vasútállomása, körülbelül 10 kilométerre északkeletre.

## Története
Dáka és környéke már a bronzkorban is lakott hely volt, az itt előkerült régészeti leletek tanúsága szerint.
Nevét az oklevelek 1320-ban említették először Dalka néven.
A település a 14. században a Hathalmy család, a 17. században pedig a Bottka család birtoka volt.
A török hódoltság alatt elpusztult, de később újraépült.
Az 1700-as évektől birtokosai a Nádasdy és a Festetics család voltak.
1858-ban gróf Zichy Antónia, gróf Batthyány Lajos miniszterelnök özvegye vásárolta meg.
A 20. század elején Veszprém vármegye Pápai járásához tartozott.
1910-ben 942 lakosából 917 magyar, 15 német volt. Ebből 278 római katolikus, 544 református, 110 evangélikus volt.
Dákától délnyugatra feküdt egykor, Podár Árpád-kori település is:

### Podár
Podár nevét 1239-ben említette először oklevél. Ekkor IV. Béla király birtokai közé tartozott.
IV. Béla király 1240-ben a falut a Szák nemzetség Gyaláni ágához tartozó I. Konrádnak, a királyné pohárnokmesterének ajándékozta a falut, ugyanis ő vitte hírül IV. Béla királynak V. István születését. A Jó hírnek örvendő apa ekkor I. Konrádot Podár,  Veszprém vármegyében levő faluval jutalmazta meg.
Podár ma puszta Dáka délnyugati határában.

## Közélete

### Polgármesterei
- 1990–1994: Farkas Dezső (független)[2]
- 1994–1998: Farkas Dezső (független)[3]
- 1998–2002: Farkas Dezső (független)[4]
- 2002–2006: Farkas Dezső (független)[5]
- 2006–2009: Farkas Dezső (független)[6]
- 2009–2010: Végh József (független)[7]
- 2010–2014: Végh József (független)[8]
- 2014–2019: Végh József (független)[9]
- 2019–2024: Dr. Nagy Norbert (független)[10]
- 2024–202x: Varga Mónika (független)[11]

A településen 2009. augusztus 9-én időközi polgármester-választást tartottak, az előző polgármester lemondása miatt. Ugyanilyen okból kell majd polgármester-választást tartani 2025. február 9-én is.

## Népesség
A település népességének változása:
| Lakosok száma | 631  | 624  | 639  | 624  | 658  | 641  | 640  |
|               | 2013 | 2014 | 2015 | 2021 | 2022 | 2023 | 2024 |

A 2011-es népszámlálás során a lakosok 94,3%-a magyarnak, 1,2% cigánynak, 0,5% németnek, 3% románnak mondta magát (3,3% nem nyilatkozott; a kettős identitások miatt az végösszeg nagyobb lehet 100%-nál). A vallási megoszlás a következő volt: római katolikus 26,9%, református 25,9%, evangélikus 6,7%, görögkatolikus 0,2%, felekezeten kívüli 4,8% (34,9% nem nyilatkozott).
2022-ben a lakosság 89,5%-a vallotta magát magyarnak, 2% románnak, 1,4% cigánynak, 0,6% németnek, 0,2% ruszinnak, 0,2% szlovénnek, 1,2% egyéb, nem hazai nemzetiségűnek (8,5% nem nyilatkozott; a kettős identitások miatt a végösszeg nagyobb lehet 100%-nál). Vallásuk szerint 21,4% volt református, 18,8% római katolikus, 5,8% evangélikus, 1,8% egyéb keresztény, 0,9% egyéb katolikus, 5,8% felekezeten kívüli (45,4% nem válaszolt).

## Neves személyek
- Itt született 1840-ben Halbik Ciprián Gáspár Szent Benedek-rendi szerzetes és tihanyi apát.

## Nevezetességei
- Festetics–Batthyány-kastély

## Képgaléria

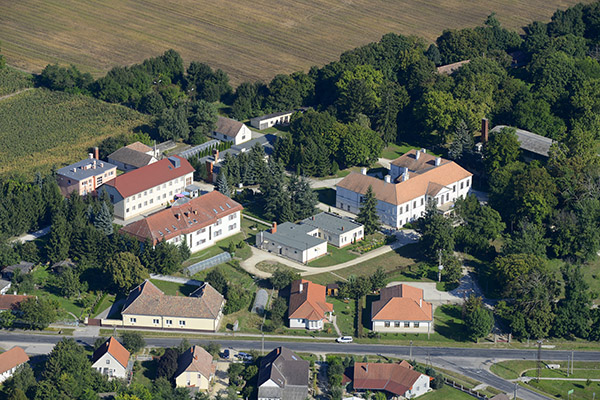
Dáka, a község légi felvételen
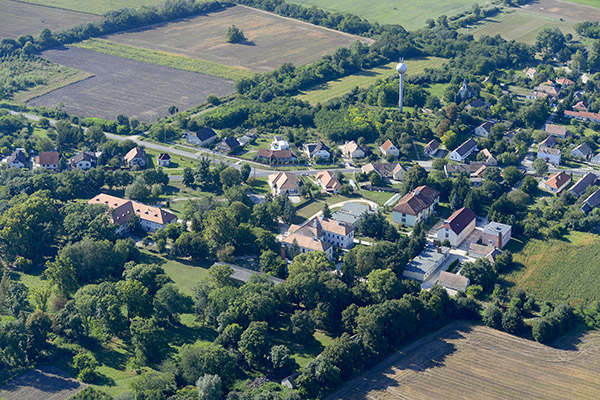
Dáka látképe madártávlatból
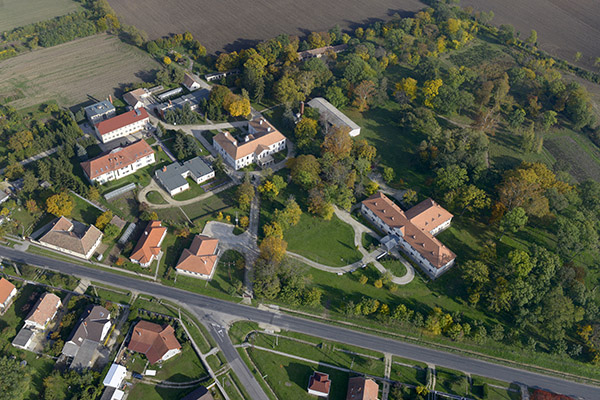
Dáka légi fotón
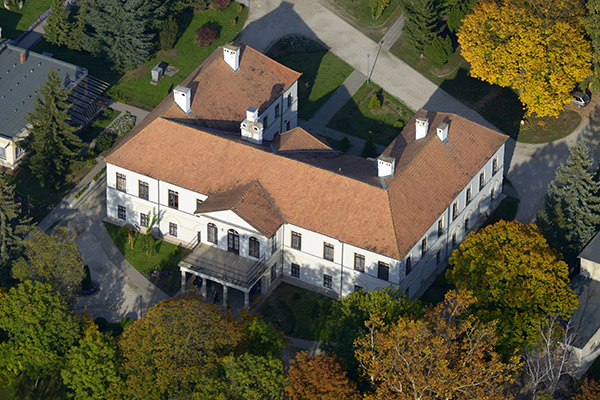
Batthyány Ilona kastély a levegőből, Dáka
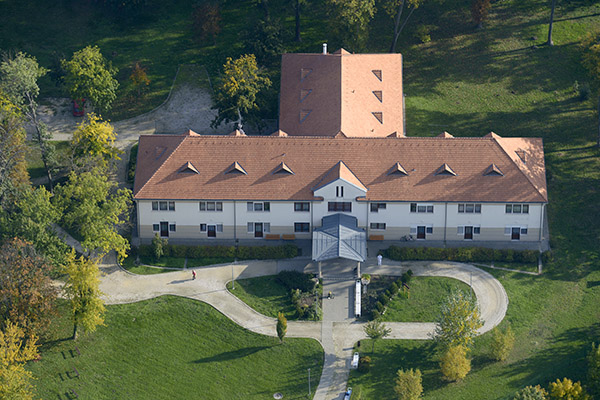
Dáka, kastély a magasból
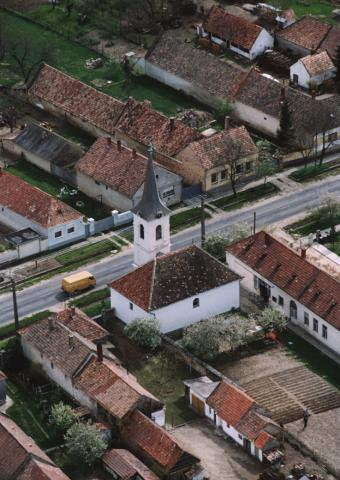
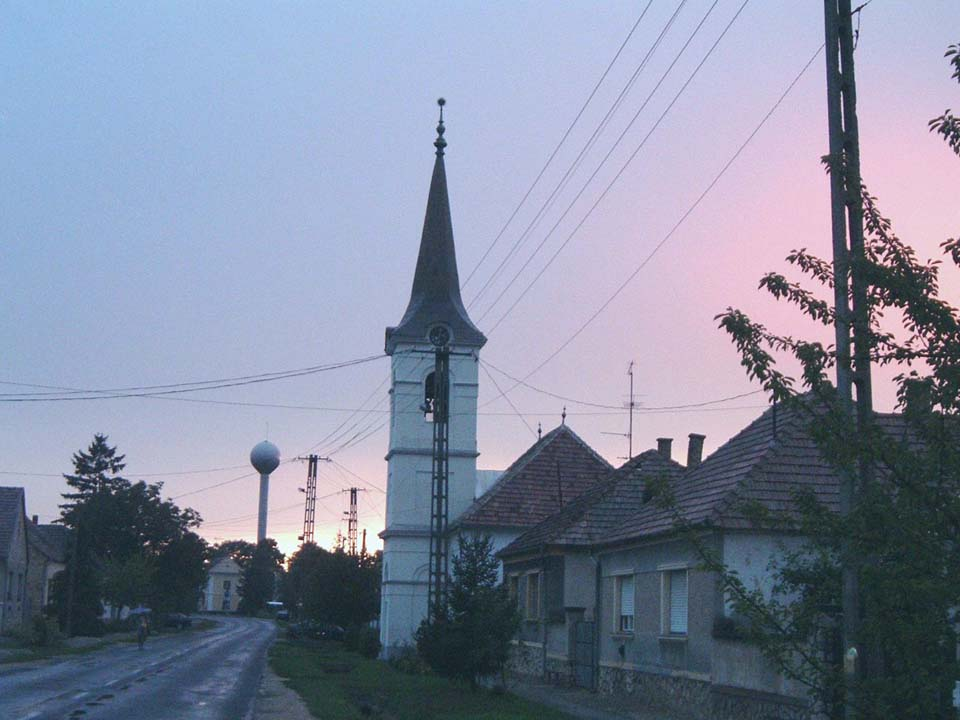